# Catàleg Liberià
El Catàleg Liberià és una llista cronològica de bisbes de Roma, des de sant Pere fins a Liberi, escrit en temps d'aquest papa, del qual rep nom. Part d'una extensa col·lecció de textos, coneguda com la Cronografia del 354, editada per Furi Dionisi Filòcal. El catàleg consisteix en un llistat de bisbes romans, de Pere a Liberi, en el qual, a diferència d'autors anteriors, com Ireneu de Lió, hi apareixen la duració dels seus respectius episcopats, les dates consulars, el nom de l'emperador regnant, i en alguns casos altres detalls. Es creu que la primera part del catàleg, fins a Poncià (230-35), és obra d'Hipòlit de Roma. A partir d'aquest bisbe, és evident que el compilador del segle iv fa servir per a la resta una altra font, a més, es té la certesa que la Chronica d'Hipòlit contenia una llista similar. L'episcopat de Poncià seria, d'altra banda, el final d'aquesta llista més antiga, perquè tant el bisbe com Hipòlit van ser detinguts i condemnats a treballar en les mines de Sardenya; un fet el qual esmenta el compilador en explicar el període de Poncià. Segons Joseph Lightfoot, aquesta llista hauria contingut en origen únicament els noms dels bisbes i la duració dels seus mandats, i les notes van ser afegides per autors posteriors. Així mateix, la llista és pràcticament idèntica a la d'Ireneu de Lió, tret per la duplicació d'Anaclet i Clet, i que Climent I apareix a antecessor d'aquest, i no pas com a successor. També estan en ordre invers els bisbes Pius I i Anicet. Normalment, s'atribueixen aquestes diferències als errors dels copistes de les obres antigues.
Se sap que el Liber Pontificalis, una font de gran valor llargament utilitzada per estudiar els primers bisbes de Roma, va ser escrit a inicis del segle V i, pel que fa als primers bisbes, beu del Catàleg Liberià.